# Tiquipaya (Cochabamba)
Tiquipaya er en by i den centrale del af Bolivia beliggende i provinsen Quillacollo, i departementet Cochabamba.
17°20′S 66°13′V / 17.333°S 66.217°V